# 奧穆特寧斯克區

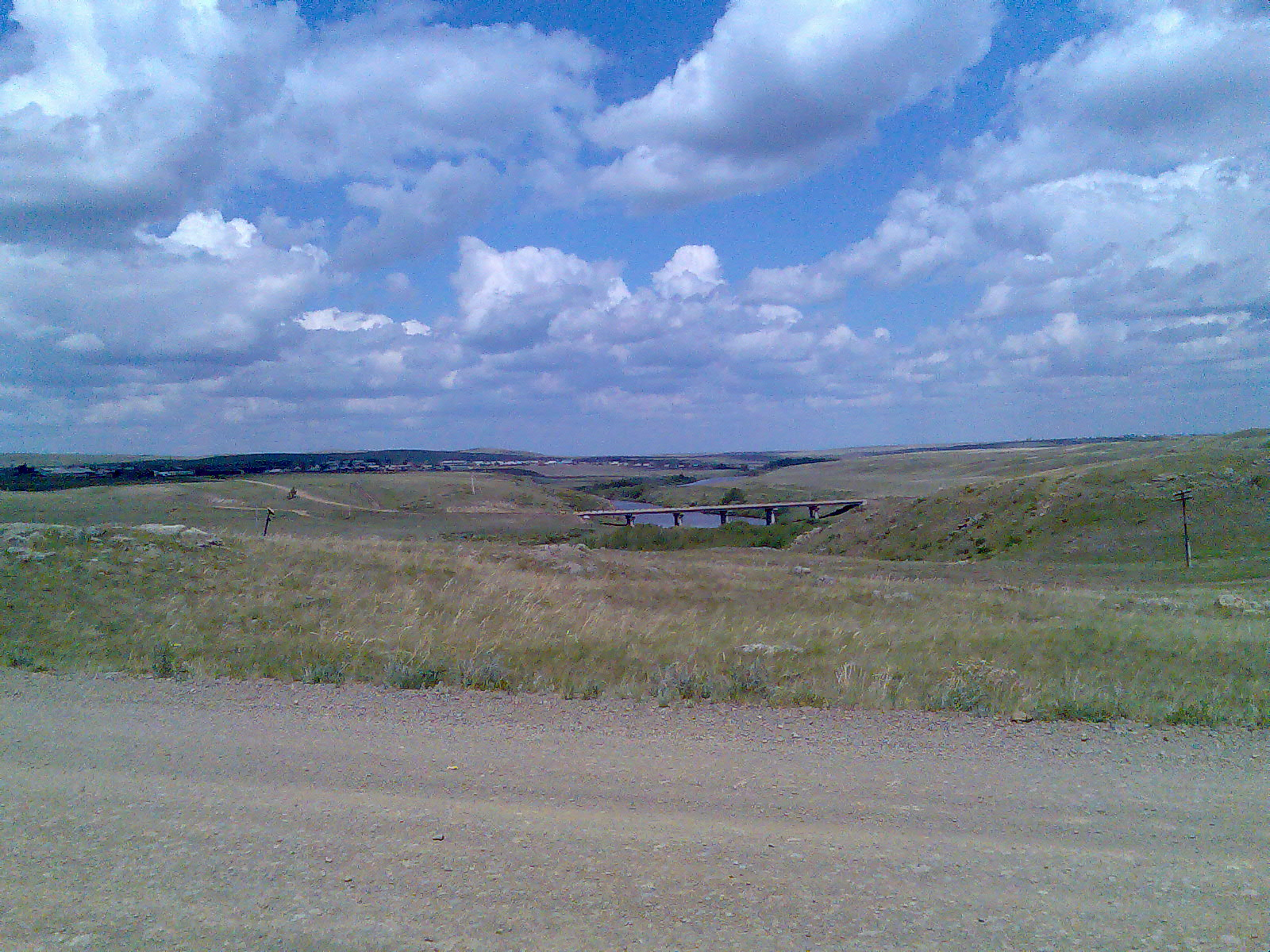

58°40′N 52°11′E / 58.667°N 52.183°E
奧穆特寧斯克區（俄语：Омутнинский район），是俄羅斯的一個區，位於該國西部，由基洛夫州負責管轄，面積5,171平方公里，2010年該區人口44,793，人口密度每平方公里8.66人。